# 예하나

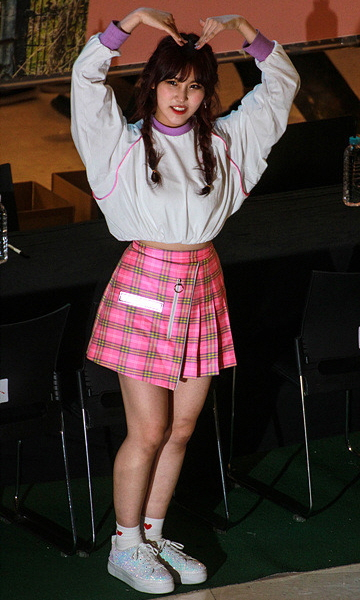

예하나(본명: 김예원, 한자: 金譽媛, 1999년 2월 22일 ~ )는 대한민국의 걸 그룹 프리스틴의 보컬을 맡았었다.

## 생애
예하나는 1999년 2월 22일 경기도 고양시 일산구에서 출생했다.

## 학력
• 서울공연예술고등학교 실용음악과 (졸업)
```
 명지대학교 재학중
```

## 출연 작품

### 뮤직비디오
- 2014년 오렌지캬라멜 'My Copycat'